# DFS Olympia Meise
De DFS Olympia Meise, Nederlands: Olympische Mees, was een hoogdekker eenzitter zweefvliegtuig van Duitse makelij. Het zweefvliegtuig is in 1939 ontworpen door Hans Jacobs en gebouwd door de Deutsche Forschungsanstalt für Segelflug (DFS). Het was bedoeld als standaardvliegtuig voor het onderdeel zweefvliegen tijdens de Olympische Zomerspelen 1940. Ten gevolge van de Tweede Wereldoorlog werden de spelen afgelast, maar er werden in Duitsland tijdens de oorlog toch nog 626 exemplaren van gebouwd, waarvan het grootste deel in 1945 verloren is gegaan.

## Ontwerp en ontwikkeling
De DFS Olympia Meise was ontworpen als een uniform prestatie-zweefvliegtuig voor Olympische wedstrijdvliegers. De gladde aerodynamisch gevormde romp en de vleugels van het vliegtuig waren gemaakt van hout, waarbij de vleugels met doek waren bespannen. De vleugels waren uitgerust met duikremkleppen. Het landingsgestel van dit zweefvliegtuig bestond uit een houten schaats onder de rompneus met direct daarachter een vast wiel en een staartslof onder de achterkant van de romp. De cockit was afgesloten met een plexiglas kap. Het toestel was zowel geschikt voor een lierstart als een sleepstart.
Na de oorlog werd het ontwerp van de Meise opnieuw gebouwd door een kleine Britse vliegtuigbouwer, genaamd Chilton Aircraft. Omdat de originele Duitse tekeningen niet gedetailleerd genoeg waren moesten er nieuwe tekeningen worden gemaakt. Deze opnieuw getekende Britse Chilton Olympia 2 vloog voor het eerst in 1946. De rechten op de nieuwe tekeningen werden vervolgens verkocht aan Elliotts of Newbury (EoN), die het toestel vanaf 1947 uitbracht als EoN Olympia. Het toestel is na de oorlog ook nog gebouwd in Duitsland, Nederland, Frankrijk en diverse andere landen in Europa en daarbuiten.

## Varianten
DFS Olympia MeiseHet originele ontwerp voor de Olympische spelen in 1940
Chilton Olympia 2Enkel prototype gebouwd door het Engelse bedrijf Chilton Aircraft in 1946.
Elliotts of Newbury EoN OlympiaVerdere productie in Engeland door Elliots die de rechten had overgenomen van Chilton. 
EoN Type 5 Olympia 1: Verbeterde Olympia-Meise. Met landings-schaats.
EoN Type 5 Olympia 2: Met vast enkelvoudig wiel.
EoN Type 5 Olympia 3: Afwerpbare dolly-wielen en schaats.
EoN Type 5 Olympia 4: Nieuw vleugelprofiel, NACA 643618 bij de vleugelwortel, NACA 643421 aan de tip.
Nord 2000In Frankrijk gebouwd naoorlogs model.
Zlin Z-25 ŠohajNaoorlogs model gebouwd in Tsjechië.
CinkeAangepast naoorlogs model gebouwd in Hongarije.

## Specificaties Olympia Meise 51

### Algemene eigenschappen
- Bemanning: 1
- Spanwijdte: 15,0 m
- Lengte: 7,3 m
- Vleugel oppervlak: 15,0 m²
- Aspect ratio: 15:1
- Leeg gewicht: 165 kg
- Maximaal gewicht: 290 kg

### Prestaties
- Maximale snelheid: 220 km/h
- Snelheid tijdens lierstart: 80 km/u
- Snelheid achter sleepvliegtuig: 100 km/u
- Maximale glijhoek: 25:1 bij 70 km/h
- Minimale daalsnelheid: 0,67 m/s bij 60 km/h
- Vleugel belasting: 17,0  kg/m²